# José de Cuero y Caicedo
José de Cuero y Caicedo (Cali, 12 de septiembre de 1735-Lima, 10 de diciembre de 1815) fue un sacerdote católico, político y filósofo de corriente ilustrada. Fue además Obispo de Quito entre 1801 y 1815, miembro de la Escuela de la Concordia y presidente del Estado de Quito, lo que lo convierte además en prócer de la independencia ecuatoriana.

## Biografía
Nació en el año 1735 en la ciudad de Cali, entonces parte de la Real Audiencia de Quito del Virreinato de Nueva Granada, y fue bautizado el 12 de septiembre del mismo año. Fue hijo legítimo de Fernando de Cuero y Pérez de La Riva, natural de Burgos (España), y la dama caleña Bernabela de Caicedo y Jiménez, de cuyo matrimonio nacieron seis hijos, siendo José el segundo. Estudió sus primeros años en el Seminario de los jesuitas de Popayán, en 1756 obtuvo el título de Bachiller, en 1758 el de Maestro y en 1762 se graduó de Doctor; a la par que había sido ordenado sacerdote en el mismo Seminario.
En 1768 se graduó en la Universidad Santo Tomás de Aquino, en la ciudad de Quito, de la que fue nombrado rector interino en 1789. Ese mismo año fue nombrado sucesivamente Obispo de Popayán y después Obispo de Cuenca; hasta que fue finalmente nombrado Obispo de Quito en el año 1801. En 1793 fue invitado por Eugenio Espejo a formar parte de la Escuela de la Concordia, una sociedad de intelectuales y nobles que promovía la corriente filosófica de la ilustración, y que es considerada el germen de los movimientos independentistas ecuatorianos.

## Vida política

### Primera Junta de Gobierno de Quito

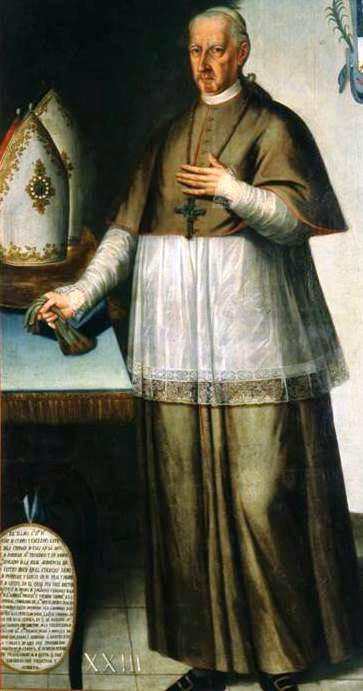
Retrato del Obispo en la Catedral de Quito.

El 19 de agosto de 1809, cuando contaba con 74 años de edad, fue designado vicepresidente de la Primera Junta de Gobierno Autónoma de Quito, presidida por Juan Pío de Montúfar, II Marqués de Selva Alegre, y considerada por las autoridades españolas de la época como independentista. Lamentablemente, solo las ciudades más cercanas, como Ibarra, Ambato y Riobamba, se sumaron al movimiento quiteño, mientras que Guayaquil se mantuvo leal al rey, y sus autoridades pidieron al virrey del Perú el bloqueo de la costa ecuatoriana para asfixiar a Quito. Desde Bogotá y Lima, los virreyes españoles despacharon con suma urgencia tropas para sofocar a la Junta Soberana.
Así, poco a poco, Quito empezaba a sentir la presión de los ejércitos realistas sobre sus hombros: '«"El envío de tropas desde el Norte (de Panamá, Bogotá, Popayán, Pasto y Barbacoas) y desde el Sur (de Lima, Guayaquil y Cuenca), el bloqueo de la costa por parte del Virrey del Perú, general José Fernando Abascal y Sousa, Marqués de la Concordia. Era esta la difícil situación de Quito, asediada por estas fuerzas, sin sal, sin armas suficientes y sin pertrechos, lo que originó el debilitamiento de la Junta.» Finalmente, aislada y bloqueada, el 24 de octubre de 1809 la Junta no tuvo otra opción que devolver el mando a Manuel Ruiz Urriés de Castilla, I Conde Ruiz de Castilla, negociando con él que no se tomarían represalias y permitiendo el ingreso a la ciudad sin resistir de las tropas coloniales de Lima y Bogotá. A pesar del acuerdo, la mayoría de quienes participaron de la Junta fueron perseguidos y apresados, Cuero y Caicedo escapó de ello gracias a su fuero y privilegio como Obispo, que le permitía ser juzgado únicamente por el Rey de España.

#### Pacificador del 2 de agosto de 1810
El 2 de agosto de 1810, el pueblo de Quito trató de liberar a los presos del Cuartel Real, episodio en el que los soldados españoles acabaron con la vida de muchos de ellos que intentaron escapar, provocando la ira de la ciudadanía que salió en rebeldía a las calles; este hecho es conocido como la Masacre del 2 de agosto de 1810. Las autoridades hispanas, asustadas por el giro de los acontecimientos, enviaron al oidor Ignacio Tenorio a buscar al Obispo Cuero y Caicedo en el Palacio Arzobispal, para que saliera con otros miembros del clero a tranquilizar al pueblo enardecido y a las tropas del ejército, que no obedecían órdenes y se encontraban saqueando la ciudad.
El Obispo trataba de calmar los ánimos de unos y otros mientras recorría, crucifijo en mano, las calles de Quito; al regresar a la Plaza Grande, alrededor de las seis de la tarde, observó con horror que se había levantado una horca a sugerencia de Pedro Calisto, para colgar en ella a los cadáveres de los presos asesinados en el Cuartel, como signo de infamia. La horca fue retirada poco después por petición del Obispo, no si antes hacer desfilar bajo ella a la viuda del capitán Juan de Salinas, quien iba detenida por ayudar a planear el escape, y que llevaba en sus brazos a la menor de sus hijas.
Por el resto de la noche siguió la violencia y los soldados españoles y guayaquileños se dedicaron a seguir saqueando tiendas y casas, robando todo cuanto encontraban en valor metálico. Al amanecer del 3 de agosto se conoció que en las inmediaciones se estaba formando una multitud de aproximadamente 500 jinetes anti-realistas, que armados de lanzas y espadas invadirían Quito; las autoridades se agitaron ante la noticia y volvieron a solicitar la intervención del Obispo, quien hizo convocar a Cabildo abierto la tarde del 4 para discutir la solución. En la reunión se consiguió que todo quedara perdonado, desde la revolución del 10 de agosto de 1809 hasta la matanza y el saqueo del 2 de agosto de ese año, con la condición de que las tropas de uno y otro bando abandonaran la ciudad y sus inmediaciones, lo que sucedió recién el 18 del mismo mes, fecha en que los realistas volvieron a Guayaquil llevándose 300.000 pesos en las alforjas, producto de sus fechorías.

### Segunda Junta de Gobierno de Quito
Tras una travesía de cuatro meses desde España, el 9 de septiembre de 1810 entró en Quito el coronel Carlos de Montúfar, en su calidad de Comisionado Regio, recibido con honores por el Conde Ruiz de Castilla pero con algo de recelo por el resto de autoridades españolas, que veían descontentas el hecho, por tratarse del hijo de Juan Pío Montúfar, II Marqués de Selva Alegre, y quien había presidido la Suprema Junta de Gobierno (tachada de independentista) en 1809 con su respectiva persecución por disidencia.
Tan pronto arribó, el joven Montúfar decidió convocar una nueva junta; esta se denominaría Junta de Gobierno, y era un triunvirado formado por Ruiz de Castilla, el obispo Cuero y Caicedo y el propio Carlos Montúfar. Entre el 22 y el 25 de septiembre se realizaron diferentes reuniones en la Sala Capitular del Convento de San Agustín, en la misma se eligieron los miembros y representantes de la ciudad a la Junta Superior de Gobierno. Para esta elección se tomó en cuenta a los tres estamentos, como en Francia: el clero, la nobleza y el pueblo llano; debiéndose componer entonces de un Diputado por cada cabildo de la Real Audiencia, dos del clero, dos de la nobleza y uno de cada barrio importante de la ciudad de Quito, escogidos estos últimos por el método de electores.
Para el 9 de octubre de 1810, la Junta de Gobierno que fue originalmente leal a la corona hispana, volvió a declarar que no obedecería al virrey de la Nueva Granada, reivindicando los valores de la Junta del 10 de agosto de 1809; y dos días después el Conde Ruiz de Castilla, representante de la corona, fue obligado a renunciar a la Junta, que se declaró independiente ese mismo día.

### Presidente del Estado de Quito
Nacido el 11 de octubre de 1811, el Estado de Quito y sus representantes eligieron a Cuero y Caicedo como Presidente del poder ejecutivo, que firmaba sus decretos de esta manera: «"Joseph, por la gracia de Dios, Obispo y por la voluntad de los pueblos Presidente del Estado de Quito"». El 1 de enero de 1812, Cuero y Caicedo convoca un Congreso para elaborar la ley constituyente.
El 15 de febrero de 1812 se promulgó la primera Constitución ecuatoriana: la Constitución del Estado de Quito, que establecía una República con división de poderes. Este fue el primer Estado independiente y soberano proclamado en el territorio del actual Ecuador y ejerció jurisdicción sobre la Sierra central y norte, así como sobre el litoral de Esmeraldas.
El 8 de agosto de 1812, Cuero y Caicedo promulgó un edicto por el cual suspendía de oficio y beneficio a todos los sacerdotes seculares y regulares que fuesen contra la patria, amenazando de excomunión a los seglares que se comunicasen con el enemigo y a los ciudadanos desertores que no se incorporasen a las filas del Estado de Quito.
En mayo de 1812, desde el Virreinato del Perú, se nombró unilateralmente a Toribio Montes como pacificador y nuevo Presidente de la Audiencia de Quito. Esto motivó a que la Junta reorganice un ejército con varios batallones para enfrentarlo y, en primer lugar, detener la marcha del Coronel Arredondo contra Quito e impedir el acercamiento de Montes a la ciudad. Así, tras varias batallas en la Sierra central, los contingentes hispanos logran tomar la ciudad de Quito el 8 de noviembre.

## Persecución, exilio y muerte
Por temor a la barbarie española, buena parte de la población abandonó la capital hacia el norte, buscando refugio en la ciudad de Ibarra, entre ellos el mismo obispo Cuero y Caicedo. El obispo se había refugiado en la Hacienda El Empedradillo, a las riveras del río Chota, hasta donde Montes le envió un comunicado para que se presente en Quito a responder por los cargos que se le levantaron, a lo que Cuero y Caicedo se negó; entonces Montes procedió a confiscar parte de sus bienes y solicitó al Cabildo Eclesiástico que declarara la sede vacante, acusando al viejo Obispo de haber abandonado su Diócesis, presidir la Junta Revolucionaria y abrogarse el Vicepatronato Real. El Deán de la catedral fue designado para provisor vicario, pero en junio de 1813 Cuero y Caicedo regresó a la ciudad de Quito, donde finalmente Montes decidió confiscar el resto de sus bienes y enviarlo detenido a España.
Primero fue trasladado a Lima, desde donde debía seguir con su viaje junto a Antonio Nariño y otros próceres latinoamericanos más que también habían caído en manos españolas. Mas, el largo viaje por caminos intrincados, el sobresalto que sentía al ignorar su suerte y su edad, le terminaron resultando fatales. El Arzobispo de Lima, Bartolomé María de las Heras, le llevó a su Palacio Arzobispal, donde le procuró todos los cuidados posibles, aunque de todas formas terminó muriendo de bronconeumonía el 10 de diciembre de 1815, siendo sepultado en el Hospital Real de San Andrés, en Lima.

### Traslado de restos a Quito

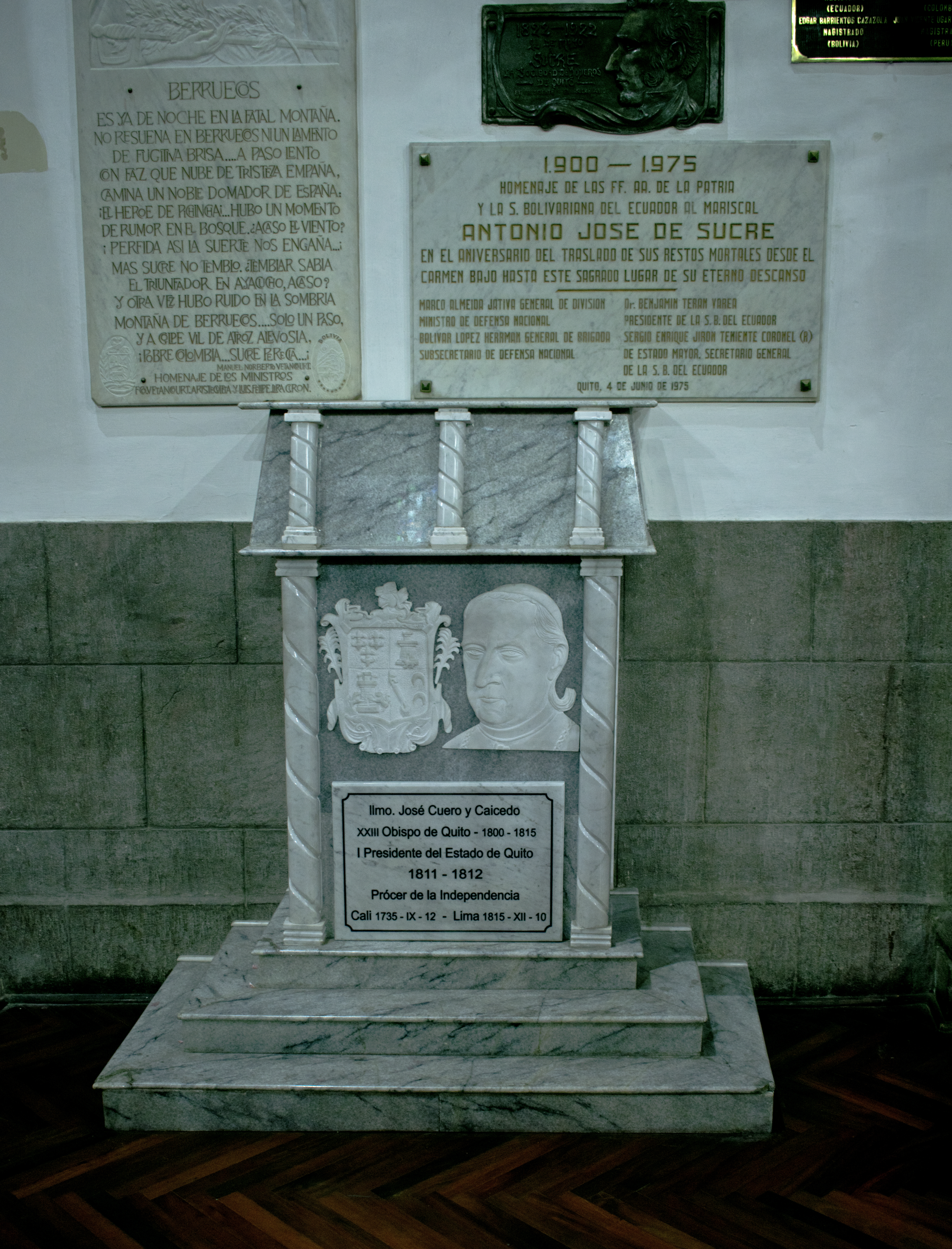
Monumente funerario de José de Cuero y Caicedo

Después de 200 años de su muerte, en 2015 el Ministerio de Relaciones Exteriores y la Embajada de Ecuador en Perú, presidida por el diplomático José Sandoval, iniciaron los trámites para el traslado de los restos del obispo-presidente a Quito. El acto de entrega del cofre con la osamenta por parte de la Municipalidad Metropolitana de Lima y la Cancillería del Perú, se llevó a cabo con una ceremonia religiosa el 24 de febrero de 2016 en la capilla del Hospital San Andrés, del casco histórico limeño. El 25 de febrero fue recibido en ceremonia solemne a bordo del Buque Escuela Guayas, barco insignia de la Armada ecuatoriana anclado en el puerto de El Callao, que lo trasladó hasta Ecuador.
Los restos del Obispo llegaron a la ría del puerto de Guayaquil el 1 de marzo de 2016, siendo recibidos con honores en el Yacht Club del Malecón Simón Bolívar a las 13:00 de ese mismo día. Luego de permanecer por seis meses en el Museo de Arte Contemporáneo del puerto, fueron trasladados a Quito el 12 de septiembre de 2016 para ser sepultados en medio de honras fúnebres en la Cripta de la Catedral Metropolitana de la ciudad, junto a otros héroes de la Independencia como Antonio José de Sucre y Carlos de Montúfar.
| Predecesor: José Carrión y Marfil 1786 - 1798                                                   | Obispo de Cuenca 1799 - 1801                                | Sucesor: Francisco Javier Fita y Carrión 1803 - 1804                         |
| Predecesor: Miguel Álvarez y Cortez 1795 - 1801                                                 | Obispo de Quito 1801 - 1815                                 | Sucesor: Leonardo Santander y Villavicencio 1815 - 1824                      |
| Predecesor: Ninguno creación del cargo                                                          | Vicepresidente de la Junta de Gobierno de Quito 1809 - 1809 | Sucesor: Ninguno supresión del cargo                                         |
| Predecesor: Manuel Ruiz Urriés de Castilla como Presidente de la Audiencia de Quito 1809 - 1811 | Presidente del Estado de Quito 1811 - 1812                  | Sucesor: Toribio Montes como Presidente de la Audiencia de Quito 1812 - 1816 |